# Andy Biersack
Andrew Dennis Biersack (abans conegut com a Andy Sixx) és un músic nord-americà, fundador i actual vocalista de la banda Black Veil Brides.

## Història
Andrew Dennis Biersack va néixer el 26 de desembre de l'any 1990, a Milwaukee, Wisconsin, però es va mudar a Cincinnati, Ohio. Als 14 anys Andy va fundar la banda Biersack, la qual va ser de poca durada, sent coneguda dins el recinte, ja que Andy distribuïa els treballs de la banda a qualsevol persona que veiés. L'any 2005, Andy es va traslladar a Burbank, CA, sent actor en publicitats, per TV. Un any més tard Andy va tornar a Cincinnati per fundar  Brides, actualment estan sota el nom de Black Veil Brides i estan situats a Hollywood, conformat per Jake Pitts (guitarra), Jinxx (guitarra, violí, piano), Ashley Purdy (baix) i Christian Coma (bateria), aquest últim agregat l'octubre de 2010, Abans tenien a la bateria a Sandra Alvarenga.
Andy va anar a l'Escola d'Arts Creatives i Artístiques per als seus estudis de Batxillerat, també es va especialitzar en teatre i música vocal.

## Vida Personal
Per la mateixa època de  Sex & Hollywood, Biersack estava sortint amb l'actriu Scouts Compton, i va escriure la cançó "The Mortician's Daughter" per a ella. Van estar junts fins a finals de 2010.
Actualment, des d'agost de 2011, Biersack està sortint amb la vocalista de Automatic Loveletter, Juliet Simms.
Biersack aparèixer en el primer episodi de la segona temporada de ''The Voice'', quan va anar a donar suport a Simms, ja que ella va presentarse per convertir-se en una competidora.
Tenen uns sobrenoms entre ells que porten tatuats en les seves mans, Biersack porta "Dragonfly" tatuat a la mà esquerra, i Simms porta "White Rabbit".

## Lesions a l'escenari
Biersack ha patit, bastant lesions als escenaris amb Black Veil Brides; la més notable va ser la seva caiguda d'un pilar de d'uns 18 peus el 18 de juny de 2011 a Hollywood. En un intent de saltar de nou a l'escenari, va caure cap endavant i es va colpejar el pit a la vora, el que va resultar que en tres costelles acabessin trencades (les 3 a baix a l'esquerra)i una desplaçada. Per acabar el concert, sols els faltaven 3 cançons, però ell va acabar el concert. Això va fer que Black Veil Brides no van poder participar en la primera setmana del Vans Warped Tour el 2011.
El 26 d'octubre de 2011,mentre feien la gira pel Regne Unit; Biersack es va trencar el nas a la tarima de la bateria mentre es realitzava un concert a Luxemburg. No obstant això, dos dies més tard, es va realitzar un concert a Londres.

## Discografia

### Black Veil Brides
- 2010: We Stitch These Wounds
- 2011: Set The World On Fire
- 2011: Rebels Ep
- 2013: Wretched And Divine: The Story Of The Wild Ones